# MTN Qhubeka/Saison 2014
Dieser Artikel listet Erfolge und Fahrer des Radsportteams MTN Qhubeka in der Saison 2014 auf.

## Erfolge in der UCI Africa Tour
| Datum        | Rennen                                                 | Kat. | Sieger                     |
| ------------ | ------------------------------------------------------ | ---- | -------------------------- |
| 16. Januar   | 4. Etappe La Tropicale Amissa Bongo                    | 2.1  | Ferekalsi Debessay         |
| 6. Februar   | Südafrikanische Meisterschaft – Einzelzeitfahren (U23) | CN   | Louis Meintjes             |
| 9. Februar   | Südafrikanische Meisterschaft – Straßenrennen          | CN   | Louis Meintjes             |
| 9. Februar   | Südafrikanische Meisterschaft – Straßenrennen (U23)    | CN   | Louis Meintjes             |
| 9. April     | 1. Etappe Mzansi Tour                                  | 2.2  | Jacques Janse van Rensburg |
| 10. April    | 2. Etappe Mzansi Tour                                  | 2.2  | Louis Meintjes             |
| 8.–12. April | Gesamtwertung Mzansi Tour                              | 2.2  | Jacques Janse van Rensburg |
| 25. Juni     | Äthiopische Meisterschaft – Einzelzeitfahren           | CN   | Tsgabu Grmay               |
| 29. Juni     | Äthiopische Meisterschaft – Straßenrennen              | CN   | Tsgabu Grmay               |

## Erfolge in der UCI Europe Tour
| Datum       | Rennen                       | Kat. | Fahrer          |
| ----------- | ---------------------------- | ---- | --------------- |
| 22. Februar | 3. Etappe Vuelta a Andalucía | 2.1  | Gerald Ciolek   |
| 9. Mai      | 3. Etappe Tour d’Azerbaïdjan | 2.1  | Youcef Reguigui |
| 10. Mai     | 4. Etappe Tour d’Azerbaïdjan | 2.1  | Linus Gerdemann |

## Zugänge – Abgänge
| Zugänge                   | Team 2013                | Abgänge                        | Team 2014    |
| ------------------------- | ------------------------ | ------------------------------ | ------------ |
| Linus Gerdemann           | RadioShack-Nissan (2012) | John-Lee Augustyn (bis 9. Mai) | Karriereende |
| Daniel Teklehaimanot      | Orica GreenEdge          |                                |              |
| Merhawi Kudus             | Neoprofi                 |                                |              |
| John-Lee Augustyn         | Utensilnord Named (2012) |                                |              |
| Nick Dougall (ab 1. Juli) | Neoprofi                 |                                |              |

## Mannschaft
| Name                       | Geburtstag         | Nationalität |              |
| -------------------------- | ------------------ | ------------ | ------------ |
| Gerald Ciolek              | 19. September 1986 | Deutschland  |              |
| Ferekalsi Debessay         | 10. Januar 1983    | Eritrea      |              |
| Nick Dougall               | 21. November 1992  | Südafrika    |              |
| Linus Gerdemann            | 16. September 1982 | Deutschland  |              |
| Tsgabu Grmay               | 25. August 1991    | Äthiopien    |              |
| Jacques Janse van Rensburg | 6. September 1987  | Südafrika    |              |
| Ignatas Konovalovas        | 8. Dezember 1985   | Litauen      |              |
| Merhawi Kudus              | 23. Januar 1994    | Eritrea      |              |
| Louis Meintjes             | 21. Februar 1992   | Südafrika    |              |
| Dennis van Niekerk         | 19. Oktober 1984   | Südafrika    |              |
| Adrien Niyonshuti          | 2. Februar 1987    | Ruanda       |              |
| Sergio Pardilla            | 16. Januar 1984    | Spanien      |              |
| Bradley Potgieter          | 11. Mai 1989       | Südafrika    |              |
| Youcef Reguigui            | 9. Januar 1990     | Algerien     |              |
| Martin Reimer              | 14. Juni 1987      | Deutschland  |              |
| Meron Russom               | 12. März 1987      | Eritrea      |              |
| Kristian Sbaragli          | 8. Mai 1990        | Italien      |              |
| Jim Songezo                | 17. September 1990 | Südafrika    |              |
| Andreas Stauff             | 22. Januar 1987    | Deutschland  |              |
| Daniel Teklehaimanot       | 10. November 1988  | Eritrea      |              |
| Jani Tewelde               | 1. Oktober 1990    | Eritrea      |              |
| Jay Robert Thomson         | 12. April 1986     | Südafrika    |              |
| Jacobus Venter             | 13. Februar 1987   | Südafrika    |              |
| Martin Wesemann            | 19. März 1984      | Südafrika    |              |
| Johann van Zyl             | 2. Februar 1991    | Südafrika    |              |
| Stagiaires                 | Stagiaires         | Nationalität | Nationalität |
| Karel Hník                 | Karel Hník         | Tschechien   |              |